# Statut Łaskiego
Statut Łaskiego, Statuty Łaskiego (łac. Commune Incliti Poloniae regni privilegium constitutionum et indultuum publicitus decretorum approbatorumque, „Przesławnego Królestwa Polskiego przywileje, konstytucje i zezwolenia urzędowe oraz uznane dekrety”) – dokument będący spisem wszystkich statutów, przywilejów szlacheckich, konstytucji sejmowych, prawo miejskie magdeburskie, przywilej dla Żydów z 1264 roku oraz traktaty międzynarodowe (w tym unie litewsko-polskie bez unii mielnickiej) obowiązujących w Królestwie Polskim, opracowany przez kanclerza wielkiego koronnego prymasa Jana Łaskiego na zlecenie króla i sejmu, którzy swą decyzję wyrazili i uchwalili w Radomiu 30 maja 1505 roku. Odtąd można było odwoływać się do sejmu z żądaniem przywrócenia praworządności lub też uzupełnienia praw o nowe, potrzebne zmiany, stanowione w wyniku konsensusu trzech stanów sejmujących (uczestniczących w życiu politycznym): króla, senatu i posłów szlacheckich – czyli z izbą poselską, pochodzącą z wyborów reprezentacją obywateli całego kraju. Statut Łaskiego rozpoczynał się od tekstu Bogurodzicy. Drugi artykuł konstytucji wieczystych stwierdzał, że każda ustawa wchodzi w życie dopiero od momentu jej opublikowania. 
Wydrukowano 12 egzemplarzy na pergaminie przeznaczonych dla najważniejszych urzędników państwa, oraz ~150 egzemplarzy na papierze z przeznaczeniem dla kapituł kościelnych i sędziów ziemskich. Król otrzymał pergaminowy urzędowy egzemplarz, przesznurowany i opieczętowany pieczęcią wielką koronną, tak aby nic nie można już było do niego dodać. Bogato iluminowany został złożony w Archiwum Koronnym Krakowskim (zachowany obecnie w Archiwum Głównym Akt Dawnych). Od 2016 roku na krajowej iście Programu UNESCO Pamięć Świata.
Jeden z egzemplarzy Statutu Łaskiego został zagrabiony w XVII wieku przez Szwedów – wraz z innymi bezcennymi skarbami kultury polskiej – podczas wypraw zbrojnych na Polskę i do dziś znajduje się na terenie Szwecji jako łup wojenny. Na piątej stronie Statutu znajduje się najdawniejszy drukowany tekst Bogurodzicy.

## Dzieje
Statut Łaskiego nie obejmował uchwalonego w 1501 roku przywileju mielnickiego, który powierzał decydującą władzę w państwie senatowi. Był więc wyrazem zwycięstwa nowej magnaterii skupionej wokół Jana Łaskiego i popieranej przez średnią szlachtę nad obozem starego możnowładztwa. Pomijał także tekst unii mielnickiej, która miała wprowadzić między Koroną a Litwą unię realną.
Wydrukowany w 1506 roku w Drukarni Jana Hallera w Krakowie i rozesłany do wszystkich sądów polskich, przyczynił się do ujednolicenia systemu prawnego i zwiększenia centralizacji państwowej, a także upowszechnienia znajomości prawa wśród szlachty. Egzekucja praw i przywilejów zawartych w Statucie stała się głównym postulatem ruchu egzekucyjnego, rozwijającego się w I połowie XVI wieku. Statut stał się fundamentalnym źródłem prawa aż do rozbiorów. Składał się z dwóch części.
Częściowe tłumaczenie statutu na język polski, zapisane w 1542 roku, znajduje się w rękopiśmiennym Kodeksie Stradomskiego.

## Część pierwsza
Część pierwsza dotyczyła prawa publicznego i sądowego. Zawierała ułożone chronologicznie przywileje ziemskie i generalne, statuty i edykty królewskie, zbiór praw zwyczajowych ziemi krakowskiej Consuetudines terrae Cracoviensis, konstytucje sejmowe, umowy i traktaty międzynarodowe (w tym m.in. statuty Kazimierza Wielkiego, teksty unii polsko-litewskich i pokojów polsko-krzyżackich) oraz krótki spis „Processus iuris” zawierający przepisy postępowania sądowego i egzekucyjnego. Część ta posiadała charakter urzędowy, gdyż została potwierdzona przez króla Aleksandra Jagiellończyka.

## Część druga
Część druga obejmowała przede wszystkim pomniki prawa niemieckiego, takie jak Zwierciadło saskie (spis prawa zwyczajowego Saksonii), Weichbild Magdeburski (zbiór prawa magdeburskiego) czy prawo lubeckie. Znalazły się w niej również traktaty O wojnie sprawiedliwej i niesprawiedliwej i o prawie rzymskim, obydwa pochodzące z XIV wieku. Nie posiadała mocy formalnoprawnej.